# Þykkvabæjarvegur
Der Þykkvabæjarvegur ist eine Nebenstraße im Süden von Island. 
Die Straße 25 ist eine Stichstraße die westlich von Hella und der Ytri-Rangá in südliche Richtung von der Ringstraße abzweigt und nach 16 km den Ort Þykkvibær erreicht. Auf weiteren 3 km führt sie als lokale Einfallstraße noch zu weiteren Höfen in der Umgebung. Die Straße verläuft zum Teil auf den Dämmen, die um 1923 zum Schutz vor den Überflutungen der Ytri-Rangá und flussabwärts der Hólsá errichtet wurden.